# Slag bij Kaap Ecnomus

Animatie van de slag

De Slag bij Kaap Ecnomus (buitengaats van Kaap Ecnomus, zuidkust van Sicilië, 256 v.Chr.) was een zeeslag tussen de vloten van Carthago en de Romeinse Republiek. De slag bij Ecnomus vond plaats tijdens de grootste zeeoorlog in de oudheid: de Eerste Punische Oorlog. Als de aantallen, die door de geschiedschrijver Polybius genoemd worden, kloppen, dan zijn er nog nooit zoveel mensen bij een zeeslag betrokken geweest als bij Ecnomus.

## Aanloop naar de slag
In 256 v.Chr. besloot de Romeinse senaat, om Carthago op de knieën te krijgen, tot een invasie in Noord-Afrika. Om het invasieleger, dat op Sicilië was verzameld, veilig over te zetten brachten de Romeinen een enorme vloot van 330 schepen bijeen. Volgens Polybius werden de schepen bemand door 140.000 roeiers en mariniers. De vloot bestond voor het grootste deel uit vijfriemers, maar ook grotere en kleinere schepen waren aanwezig.
De Carthagers hadden een vloot van 350 schepen bijeen weten te brengen die, volgens Polybius, werden bemand door 150.000 man. Het is goed mogelijk dat dit de grootste vloot was die de stad ooit bijeen had gebracht. De Carthaagse commandanten, Hamilcar en Hanno, hadden besloten de Romeinse vloot aan te vallen voor de kust van Sicilië, nog voordat de Romeinse invasievloot de oversteek naar Noord-Afrika kon maken.
De Romeinse consuls van 256 v.Chr., Lucius Manlius Vulso en Marcus Atilius Regulus, voerden persoonlijk het commando over de vloot. Dit laat zien hoe belangrijk de onderneming was omdat het, tijdens de Eerste Punische Oorlog, zelden voorkwam dat beide consuls het commando voerden over de vloot. In de meeste gevallen had één consul het opperbevel over de vloot en de ander het opperbevel over de landstrijdkrachten.

## Tactieken
De consuls Lucius Manlius Vulso en Marcus Atilius Regulus hadden hun vloot in vier eskaders verdeeld. De eerste twee eskaders werden aangevoerd door de consuls zelf, die op hun zesriemers voorop voeren. De andere schepen van hun eskaders volgden de vlaggenschepen in waaierformatie waardoor de eerste twee eskaders twee zijden van een driehoek vormden. De derde zijde van de driehoek werd gevormd door het derde eskader, dit eskader had ook de transportschepen met cavalerie op sleeptouw. Het vierde eskader lag op enige afstand achter het derde eskader en vormde de reserve. Deze slagorde was vooral wegens zijn compactheid zeer doeltreffend.
De Carthagers naderden in normale slagorde (hun schepen voeren zij aan zij). Toen de Romeinse vloot in zicht kwam boog hun linkerflank af richting de kust. De rechterflank stond onder het bevel van Hanno en het centrum van de vloot stond onder het bevel van Hamilcar. Hamilcar had opdracht gegeven dat het centrum van de vloot in eerste instantie terug moest trekken, waarschijnlijk in een poging om de compacte Romeinse formatie uiteen te trekken. Er zouden dan kleine confrontaties zijn ontstaan tussen delen van de Carthaagse en Romeinse vloot waarbij de Carthagers optimaal gebruik hadden kunnen maken van hun ramtechnieken. Een frontaal treffen wilden de Carthagers in ieder geval vermijden omdat de Romeinen dan optimaal gebruik konden maken van de corvi op hun schepen.

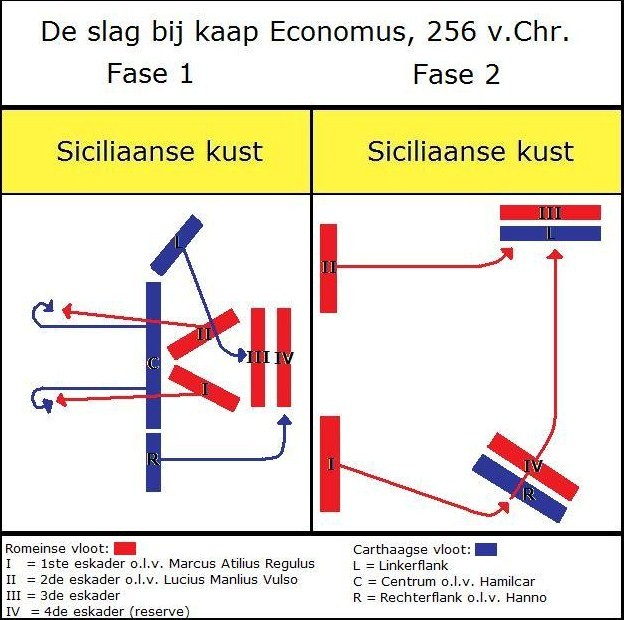
Schematisch overzicht van het verloop van de slag bij Ecnomus

## De slag
De consuls vielen aan het begin van de slag, zoals Hamilcar gehoopt had, het in hun ogen zwakke centrum van de Carthaagse formatie aan met het eerste en tweede eskader van de Romeinse vloot. Het Carthaagse centrum trok zich vervolgens snel terug en het eerste en tweede eskader van de Romeinse vloot zetten de achtervolging in. Daardoor ontstond er een groot gat tussen de eerste twee eskaders en het derde en vierde eskader van de Romeinse vloot. Toen Hamilcar de afstand groot genoeg achtte gaf hij de schepen uit het centrum de opdracht om te keren en de Romeinse schepen aan te vallen. Hanno’s rechterflank had in de tussentijd het vierde eskader (de reserve) van de Romeinse vloot aangevallen. En de Carthaagse linkerflank had het derde eskader van de Romeinse vloot aangevallen. Er vonden daarom op drie plaatsen, die ver uit elkaar lagen, hevige gevechten plaats. Tijdens deze gevechten probeerden de snellere Carthaagse schepen de Romeinse schepen van achteren te rammen. De Romeinen probeerden op hun beurt de vijandelijke schepen te enteren met behulp van hun corvi.
Langzaam maar zeker werden de overwinningskansen van de Romeinen steeds groter omdat de Carthagers geen effectief antwoord hadden op de Romeinse corvus, waarmee schepen werden geënterd. Als een Carthaags schip er al in slaagde een Romeins schip te rammen kon het vaak niet op tijd wegkomen voordat het door een ander Romeins schip met zijn corvus geënterd werd.
Het Carthaagse centrum begaf het als eerste, Lucius Manlius Vulso bleef daarna met het tweede eskader achter bij de, op de Carthagers, buitgemaakte schepen. Marcus Atilius Regulus voer met het eerste eskader terug om de rest van de vloot te helpen. Hij verdreef eerst in samenwerking met het vierde eskader de rechterflank van de Carthaagse vloot. Vervolgens verdreven beide consuls met hun eskaders de Carthaagse linkerflank die het derde eskader van de Romeinse vloot bij de kust in het nauw had gedreven.

## Afloop
Tijdens de slag werden er door de Romeinen 64 Carthaagse schepen buitgemaakt. Door de Carthagers werden er geen Romeinse schepen buitgemaakt. Verder werden er tijdens de slag 30 Carthaagse schepen tot zinken gebracht, de Romeinen verloren 24 schepen. Uit het feit dat er zo veel Carthaagse schepen werden buitgemaakt blijkt de effectiviteit van de Romeinse corvus. Verder is de Romeinse overwinning ook toe te schrijven aan de kundige manier waarop beide Romeinse consuls leiding hadden gegeven aan de vloot, het was in de klassieke oudheid niet eenvoudig om het commando te voeren over een grote vloot.
Na de slag verspreiden de restanten van de Carthaagse vloot zich in meerdere richtingen waardoor zij geen bedreiging meer vormden. De Romeinse invasievloot keerde terug naar Sicilië zodat de manschappen konden uitrusten en reparaties aangebracht konden worden aan de schepen. Kort daarna zette de Romeinse invasievloot koers naar Noord-Afrika.